# Сондерс, Джеймс (футболист)
Джеймс Э́двардс Со́ндерс (англ. James Edward Saunders) — английский футболист, вратарь.

## Футбольная карьера
В марте 1900 года стал игроком клуба «Глоссоп», за который провёл 1 матч в сезоне 1899/1900, по итогам которого команда заняла последнее место в Первом дивизионе Футбольной лиги и выбыла во Второй дивизион. В феврале 1901 года перешёл в клуб Второго дивизиона «Мидлсбро».
В августе 1901 года перешёл в клуб «Ньютон Хит» из Манчестера. Дебютировал в основном составе 26 декабря 1901 года в матче против «Линкольн Сити». Конкурировал за место в воротах с Джимми Уайтхаусом, сыграв в сезоне 1901/02 11 матчей в лиге и 2 матча в Большом кубке Манчестера, включая финал против «Манчестер Сити», в котором «язычники» обыграли своего принципиального соперника со счётом 2:1 и выиграли Кубок Манчестера. В следующем сезоне, когда к команде присоединился Герберт Берченаф, Сондерс практически перестал попадать в основной состав, сыграв только 2 матча за целый сезон (1 — в лиге и 1 — в Кубке Англии).
В июле 1905 года перешёл в клуб «Нельсон», где провёл один сезон.
В 1906 году перешёл в «Линкольн Сити». Провёл в клубе три сезона, сыграв более 100 матчей за клуб.
В мае 1909 года главный тренер лондонского «Челси» Дэвид Колдерхед, под руководством которого Сондерс в сезоне 1906/07 играл в «Линкольн Сити», подписал Джеймса в свой новый клуб. В сезоне 1909/10 провёл 2 матча за «Челси» (эти матчи прошли в «день подарков» и в Рождество 1909 года, причём на последний на «Стэмфорд Бридж» пришло более 70 тысяч зрителей). По итогам сезона «пенсионеры» выбыли из Первого дивизиона.
В мае 1910 года перешёл в клуб 1-го дивизиона Южной лиги «Уотфорд» за 50 фунтов. Начал сезон 1910/11 в основном составе, но затем проиграл конкуренцию за место в воротах Джо Уэбстеру. В том же году перешёл в клуб «Линкольн Либерал», где и завершил карьеру.

## Комментарии
1. ↑  Статистика выступлений за «Линкольн Сити» включает 65 матчей в Футбольной лиге в сезонах 1906/07 и 1907/08 и 38 матчей в Лига Мидленда в сезоне 1908/09[2].